# Jöttünk, láttunk, visszamennénk 2. – Az időalagút
A Jöttünk, láttunk, visszamennénk 2 – Az időalagút (Les couloirs du temps: Les visiteurs II) 1998-ban bemutatott francia kalandfilm-vígjáték Jean-Marie Poiré rendezésében, Jean Reno, és Christian Clavier főszereplésével, az 1993-as Jöttünk, láttunk, visszamennénk című film folytatása. A film sikeres lett, de bevételei messze elmaradtak az első résztől.
DVD-forgalmazója a Best (Hollywood) (Kft).

## Bemutatók
Az alábbi országokban mutatták be a filmet:
| Bemutató helye            | Bemutató dátuma                    |
| ------------------------- | ---------------------------------- |
| Franciaország             | 1998. február 11.                  |
| Svájc                     | 1998. február 11. (francia régiók) |
| Svájc                     | 1998. augusztus 14. (német régiók) |
| Amerikai Egyesült Államok | 1998. március 27.                  |
| Hollandia                 | 1998. június 11.                   |
| Németország               | 1998. július 30.                   |
| Spanyolország             | 1998. július 31.                   |
| Izland                    | 1998. augusztus 14.                |
| Jugoszlávia               | 1998. szeptember 7.                |
| Magyarország              | 1998. október 15.                  |
| Dél-Korea                 | 1998. október 17.                  |
| Szingapúr                 | 1998. november 15.                 |
| Portugália                | 1999. január 8.                    |
| Japán                     | 1999. március 13.                  |
| Lengyelország             | 1999. március 19.                  |
| Olaszország               | 2000. január 21.                   |
| Észtország                | 2000. február 11.                  |
| Finnország                | 2005. január 21. (DVD premier)     |

## Főbb szereplők
| Szerep                                              | Színész               | Magyar hangja (1. szinkron, 1999) |
| --------------------------------------------------- | --------------------- | --------------------------------- |
| Godefroy de Montmirail gróf                         | Jean Reno             | Berzsenyi Zoltán                  |
| Jacques-Foches, a bolondos / Jacques-Henri Jacquard | Christian Clavier     | Józsa Imre                        |
| Frénégonde de Pouille / Béatrice de Montmirail      | Muriel Robin          | Kocsis Mariann                    |
| Ginette, a hajléktalan lány                         | Marie-Anne Chazel     | Pálos Zsuzsa                      |
| Jean-Pierre                                         | Christian Bujeau      | Sinkovits-Vitay András            |
| Ganelon                                             | Jean-Luc Caron        | Galbenisz Tomasz                  |
| Fulbert de Pouille herceg, Frénégonde apja          | Patrick Burgel        | Horkai János                      |
| Eusebius, a varázsló / Monsieur Ferdinand           | Pierre Vial           | Galamb György                     |
| Boniface                                            | Franck-Olivier Bonnet | Bácskai János                     |
| Cora de Montmirail                                  | Claire Nadeau         | Andresz Kati                      |
| Philippine de Montmirail                            | Marie Guillard        | Balázsovits Edit                  |
| Gibon főtörzsőrmester                               | Jean-Paul Muel        | Barbinek Péter                    |
| Batardet százados                                   | Christian Pereira     | Dobránszky Zoltán                 |